# Pentagonaster stibarus
Pentagonaster stibarus är en sjöstjärneart som beskrevs av Hubert Lyman Clark 1914. Pentagonaster stibarus ingår i släktet Pentagonaster och familjen ledsjöstjärnor. Inga underarter finns listade i Catalogue of Life.